# Vizion Air
Vizion Air is een virtuele chartermaatschappij, gestationeerd op de Internationale Luchthaven Antwerpen. VLM Airlines voerde in opdracht van Vizion Air vluchten uit met twee Fokker 50's tot deze luchtvaartmaatschappij failliet ging. Het Poolse Sprintair werd in 2017 de nieuwe partner van Vizion Air. Sprintair stelde oorspronkelijk een ATR 72-200 en een Saab SF-340 ter beschikking. Air Antwerp voerde vluchten uit met een voormalige VLM Airlines Fokker 50 vanuit Antwerpen.

## Vloot
| Vliegtuig                | Totaal | Passagiers | Thuisbasis                          | Opmerking   |
| ------------------------ | ------ | ---------- | ----------------------------------- | ----------- |
| Fokker 50                | 1      | 50         | Internationale Luchthaven Antwerpen | Air Antwerp |
| Saab SF-340              | 1      | 33         | Luchthaven Châlons Vatry            | Sprintair   |
| Fairchild Dornier 328JET | 1      | 32         | Luchthaven Ausburg                  | JoinJet     |